# Napalm (Xzibit)
Napalm è il settimo album in studio del rapper statunitense Xzibit, pubblicato nel 2012.

## Tracce
1. State of Hip-Hop vs. Xzibit – 3:54
2. Everything – 4:07
3. Dos Equis (feat. Game & RBX) – 4:05
4. Something More (feat. Prodigy) – 3:42
5. Gangsta Gangsta – 4:16
6. Forever A G (feat. Wiz Khalifa) – 3:58
7. 1983 (feat. Trena Joiner) – 3:47
8. Stand Tall (feat. Slim the Mobster) – 4:24
9. Spread It Out – 3:38
10. Up Out The Way (feat. E-40) – 4:23
11. Napalm – 4:15
12. Meaning of Life – 5:00
13. Louis XIII (feat. King Tee & Tha Alkaholiks) – 2:43
14. Enjoy the Night (feat. David Banner, Wiz Khalifa & Brevi) – 3:46
15. Movies (feat. Game, Crooked I, Slim the Mobster & Demrick) – 5:10
16. I Came to Kill – 3:38
17. Killer's Remorse (feat. Bishop Lamont, Demrick & B-Real) – 4:19

Bonus Track
1. 1983 Remix (feat. Trena Joiner) – 3:47

Edizione deluxe
1. Throw It Like It's Free (feat. Black Milk, Phats & Tre Capital) – 3:16
2. Crazy (feat. B-Real, Demrick & Jelly Roll) – 4:33
3. Phenom (feat. Kurupt & 40 Glocc) – 3:26